# Bovernier
Bovernier (toponimo francese; in tedesco Birnier, desueto) è un comune svizzero di 880 abitanti del Canton Vallese, nel distretto di Martigny.

## Monumenti e luoghi d'interesse
- Chiesa parrocchiale cattolica di San Teodulo, eretta nel 1445 e ricostruita nel 1752[1].

## Società

### Evoluzione demografica
L'evoluzione demografica è riportata nella seguente tabella:
Abitanti censiti

## Infrastrutture e trasporti

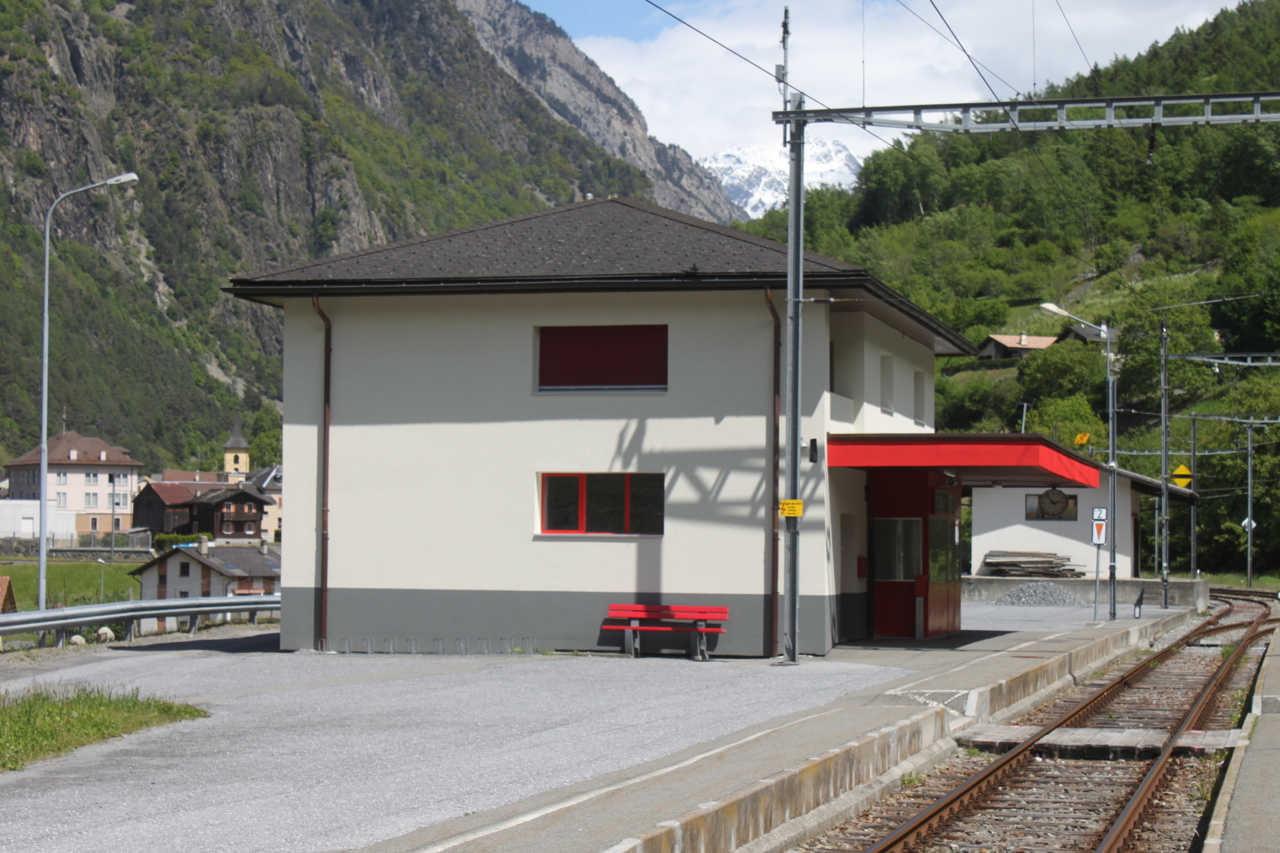
La stazione di Bovernier

Bovernier è servito dall'omonima stazione, sulla ferrovia Martigny-Orsières.

## Amministrazione
Ogni famiglia originaria del luogo fa parte del cosiddetto comune patriziale e ha la responsabilità della manutenzione di ogni bene ricadente all'interno dei confini del comune.